# Daniela Silivaş
Daniela Silivaş (Deva, República Popular de Romania 1972) és una gimnasta artística romanesa, ja retirada, guanyadora de sis medalles olímpiques.

## Vida primerenca i inicis esportius
Va néixer el 9 de maig de 1972 a la ciutat de Deva, població situada a la regió de Transsilvània, que en aquellos moments formava part de la República Popular de Romania i avui dia de Romania. A l'edat de sis anys, Silivaş va demanar unir-se a la gimnàstica, després de veure a Nadia Comaneci a la televisió. Poc després, va començar a entrenar Deva, a càrrec de Ioan Carpinisan. Des del principi els seus entrenadors van veure que tenia magnífiques condicions.
Va ser descoberta per Béla Károlyi que la va entrenar durant sis mesos abans de la seva deserció el 1981. Silivaș va guanyar els campionats de la seva escola el 1980 i va ser campiona nacional romanesa de junior el 1981 i 1982. Va continuar competint en diverses trobades júnior fins al 1984, amb un espectacle especialment fort als Campionats d'Europa de 1984, on va guanyar el títol a la barra d'equilibri, va obtenir medalles de plata a les barres asimètriques i a l'exercici de terra, i va quedar en quart lloc en concurs complet. Hauria acabat primera si no hagués estat pel salt sobre cavall, amb la dificultat de competir amb només 1,30 m. Al Torneig d'Amistat Junior de 1984 (Druzhba), va guanyar medalles d'or en concurs complet i asimètriques en un concurs fort que incloïa futures medallistes olímpiques i mundials com Svetlana Boguínskaia, Aurelia Dobre i Dagmar Kersten.

## Carrera esportiva

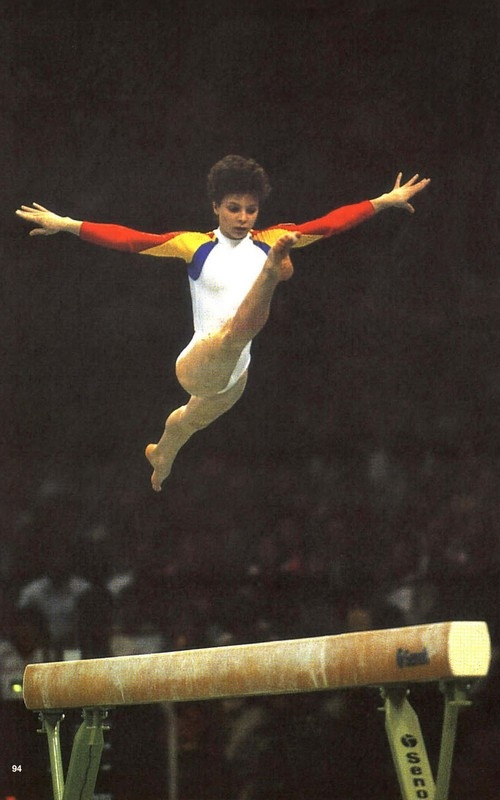
Daniela Salivaş als Jocs Olímipics de Seül (1988).

Va destacar al Campionat del Món de gimnàstica artística realitzat l'any 1985 a Mont-real, on va guanyar la medalla d'or en la barra d'equilibris, per davant la seva compatriota Ecaterina Szabo, campiona olímpica l'any 1984. Anys després del Campionat es va saber que els responsables de la Federació romanesa havien falsificat l'edat de naixement de Daniela perquè pogués participar en el Campionat (l'edat mínima eren 14 anys), motiu pel qual en la fitxa del moment aparegué el 1970 com a any de naixement de Daniela, si bé era el 1972.
Amb el segon lloc obtingut al concurs individual de la Copa del Món de 1986 realitzada a Pequín (República Popular de la Xina) arribà la seva consagració total, un fet que es remarcà l'any 1987 al Campionat Europeu de Gimnàstica Artística realitzat a Moscou (Unió Soviètica), on va vèncer en el concurs individual, exercici de terra, barra d'equilibris i barres asimètriques, finalitzant així mateix segona en la prova de salt sobre cavall.
Gran favorita per aconseguir la victòria al Campionat del Món de Rotterdam de 1987, una caiguda en la barra d'equilibris li feu perdre totes les opcions. Finalment aconseguí guanyar la prova per equips (per davant l'equip soviètic), exercici de terra i barres asimètriques, i fou tercera en la prova individual.
Va participar, als 16 anys, als Jocs Olímpics d'Estiu de 1988 celebrats a Seül (Corea del Sud), on va aconseguir guanyar sis medalles en les sis proves disputades als Jocs. En el concurs complet (per equips) l'equip romanès únicament aconseguí la medalla de plata, aconseguint l'equip soviètic vèncer novament. El veritable enfrontament entre soviètiques i romaneses, però, es realitzà en el concurs complet (individual) on Silivaş i Elena Shushunova, campionat mundial l'any 1985 i subcampiona l'any 1987, arribaren molt igualades a l'últim aparell, amb un lleu avantatge per la romanesa (0.025 punts). En el salt sobre cavall Silivaş realitzà un salt de 9.950, per la qual cosa la soviètica únicament podia aconseguir guanyar l'or amb un salt de 10. La soviètica realitzà un salt perfecte i els sis jutges li concediren un 10, per la qual cosa aconseguí guanyar la medalla d'or i la romanesa s'acontentà amb la medalla de plata en les finals per aparells, però, Silivaş aconseguí guanyar la medalla d'or en l'exercici de terra, barra d'equilibris i barres asimètriques, així com la medalla de bronze en el salt sobre cavall. En aquests Jocs aconseguí igualar la marca de Nadia Comăneci d'aconseguir set deus en una mateixa competició.
Després dels Jocs tingué problemes als genolls, motiu pel qual únicament pogué ser segona al Campionat d'Europa de 1989, si bé al Campionat del Món de Stuttgart aconseguí guanyar tres noves medalles d'or. En finalitzar aquesta competició decidí operar-se dels genolls i retirar-se de la gimnàstica.

## Després de la gimnàtica
Silivaș es va retirar de la gimnàstica el 1991 i es va traslladar als Estats Units, establint-se a Atlanta. El 2002, va ser inclosa al Saló Internacional de la Fama de la Gimnàstica; encara té el rècord de la gimnasta més jove en rebre aquest honor.
Silivaș treballa a temps complet com a entrenadora de gimnàstica a Sandy Springs, a l'estat de Geòrgia. Al maig del 2003, es va casar amb Scott Harper, un graduat en direcció esportiva que vivia a la zona d'Atlanta. La parella té tres fills: dos nois, Jadan Scott (nascut el 8 d'abril de 2004) i Rylan Bryce Harper (nascut l'octubre de 2009), i una noia, Ava Luciana (nascuda el 8 de novembre de 2005). Viuen a Marietta, Geòrgia.